# Kurban 100
El Kurban 100 es un equipo de fútbol de Kirguistán que juega en la Segunda División de Kirguistán, la segunda liga de fútbol más importante del país.

## Historia
Fue fundado en el año 1985 en la ciudad de Kadamjay con el nombre Metallurg Kadamjay y su primera temporada en la Liga de fútbol de Kirguistán la jugaron en 1996, logrando el título de liga, su único título de liga y llegaron también a la final de copa de ese año, aunque por razones financieras dejaron la máxima categoría. En el año 2000 cambiaron su nombre por el que tienen actualmente.
A nivel internacional han participado en un torneo continental, en la Copa de Clubes de Asia 1997-98, en la cual fueron eliminados en la primera ronda por el Dynamo Dushanbe de Tayikistán.

## Palmarés
- Liga de fútbol de Kirguistán: 1

1996
- Copa de Kirguistán: 0
  - Finalista: 1

1996

## Participación en competiciones de la AFC
| Temporada | Torneo                 | Ronda | Club            | Casa | Visita | Global |
| --------- | ---------------------- | ----- | --------------- | ---- | ------ | ------ |
| 1997-98   | Copa de Clubes de Asia | 1     | Dynamo Dushanbe | 2-1  | w.o.1  | 2-1    |

1- Metallurg abandonó el torneo.